# سوارکاری در المپیک تابستانی ۱۹۶۰
سوارکاری در بازی‌های المپیک تابستانی ۱۹۶۰ نام رویداد ورزش سوارکاری در بازی‌های المپیک تابستانی بود که در سال ۱۹۶۰ برگزار شد.

## جدول مدال‌ها
| رتبه | کشور                      | طلا | نقره | برنز | مجموع |
| ۱    | استرالیا (AUS)            | ۲   | ۱    | ۰    | ۳     |
| ۲    | ایتالیا (ITA)             | ۱   | ۱    | ۱    | ۳     |
| ۳    | تیم متحد آلمان (EUA)      | ۱   | ۰    | ۱    | ۲     |
| ۴    | اتحاد شوروی (URS)         | ۱   | ۰    | ۰    | ۱     |
| ۵    | سوئیس (SUI)               | ۰   | ۲    | ۱    | ۳     |
| ۶    | ایالات متحده آمریکا (USA) | ۰   | ۱    | ۰    | ۱     |
| ۷    | بریتانیای کبیر (GBR)      | ۰   | ۰    | ۱    | ۱     |
| ۷    | فرانسه (FRA)              | ۰   | ۰    | ۱    | ۱     |